# Rhabdomastix
Rhabdomastix is een muggengeslacht uit de familie van de steltmuggen (Limoniidae).

## Soorten

### OndergeslachtLurdia
- R. (Lurdia) falcata Stary, 2003
- R. (Lurdia) furva Stary, 2003
- R. (Lurdia) inclinata Edwards, 1938
- R. (Lurdia) loewi Stary, 2003
- R. (Lurdia) lurida (Loew, 1873)
- R. (Lurdia) luridoides Alexander, 1940
- R. (Lurdia) mendli Stary, 2003
- R. (Lurdia) neolurida Alexander, 1943
- R. (Lurdia) robusta Stary, 2003
- R. (Lurdia) setigera Alexander, 1943
- R. (Lurdia) sublurida Stary, 2003
- R. (Lurdia) tatrica Stary, 2003

### OndergeslachtRhabdomastix
- R. (Rhabdomastix) afra Wood, 1952
- R. (Rhabdomastix) almorae Alexander, 1960
- R. (Rhabdomastix) alticola Alexander, 1944
- R. (Rhabdomastix) angusticellula Alexander, 1957
- R. (Rhabdomastix) arnaudi Alexander, 1964
- R. (Rhabdomastix) atrata Alexander, 1925
- R. (Rhabdomastix) austrocaledoniensis Alexander, 1948
- R. (Rhabdomastix) beckeri (Lackschewitz, 1935)
- R. (Rhabdomastix) borealis Alexander, 1924
- R. (Rhabdomastix) brachyneura Alexander, 1933
- R. (Rhabdomastix) brevicellula Alexander, 1976
- R. (Rhabdomastix) brittoni Alexander, 1933
- R. (Rhabdomastix) californiensis Alexander, 1921
- R. (Rhabdomastix) callosa Alexander, 1923
- R. (Rhabdomastix) caparaoensis Alexander, 1944
- R. (Rhabdomastix) coloradensis Alexander, 1917
- R. (Rhabdomastix) corax Stary, 2004
- R. (Rhabdomastix) crassa Stary, 2004
- R. (Rhabdomastix) chilota Alexander, 1929
- R. (Rhabdomastix) edwardsi Tjeder, 1967
- R. (Rhabdomastix) emodicola Alexander, 1957
- R. (Rhabdomastix) eugeni Stary, 2004
- R. (Rhabdomastix) fasciger Alexander, 1920
- R. (Rhabdomastix) feuerborni Alexander, 1931
- R. (Rhabdomastix) filata Stary, 2004
- R. (Rhabdomastix) flava (Alexander, 1911)
- R. (Rhabdomastix) flavidula Edwards, 1926
- R. (Rhabdomastix) fumipennis Alexander, 1939
- R. (Rhabdomastix) galactoptera (Bergroth, 1888)
- R. (Rhabdomastix) georgica Stary, 2004
- R. (Rhabdomastix) glabrivena Alexander, 1981
- R. (Rhabdomastix) hansoni Alexander, 1939
- R. (Rhabdomastix) himalayensis Alexander, 1960
- R. (Rhabdomastix) hirticornis (Lackschewitz, 1940)
- R. (Rhabdomastix) holomelania Alexander, 1935
- R. (Rhabdomastix) hudsonica Alexander, 1933
- R. (Rhabdomastix) hynesi Alexander, 1966
- R. (Rhabdomastix) illudens Alexander, 1914
- R. (Rhabdomastix) incapax Stary, 2005
- R. (Rhabdomastix) indigena Alexander, 1958
- R. (Rhabdomastix) intermedia Alexander, 1929
- R. (Rhabdomastix) ioogoon Alexander, 1948
- R. (Rhabdomastix) isabella Alexander, 1927
- R. (Rhabdomastix) japonica Alexander, 1924
- R. (Rhabdomastix) laeta (Loew, 1873)
- R. (Rhabdomastix) laetoidea Stary, 2004
- R. (Rhabdomastix) laneana Alexander, 1979

- R. (Rhabdomastix) leonardi Alexander, 1930
- R. (Rhabdomastix) leucophaea Savchenko, 1976
- R. (Rhabdomastix) lipophleps Alexander, 1948
- R. (Rhabdomastix) longiterebrata Alexander, 1938
- R. (Rhabdomastix) luteola Alexander, 1944
- R. (Rhabdomastix) manipurensis Alexander, 1964
- R. (Rhabdomastix) margarita Alexander, 1940
- R. (Rhabdomastix) mediovena Alexander, 1933
- R. (Rhabdomastix) megacantha Alexander, 1959
- R. (Rhabdomastix) mexicana Alexander, 1938
- R. (Rhabdomastix) microxantha Alexander, 1958
- R. (Rhabdomastix) minicola Alexander, 1934
- R. (Rhabdomastix) minima Alexander, 1926
- R. (Rhabdomastix) monilicornis Alexander, 1926
- R. (Rhabdomastix) nebulifera Alexander, 1957
- R. (Rhabdomastix) neozelandiae Alexander, 1922
- R. (Rhabdomastix) nigroapicata Alexander, 1940
- R. (Rhabdomastix) nigropumila Alexander, 1964
- R. (Rhabdomastix) nilgirica Alexander, 1949
- R. (Rhabdomastix) normalis Alexander, 1972
- R. (Rhabdomastix) nuttingi Alexander, 1950
- R. (Rhabdomastix) omeina Alexander, 1932
- R. (Rhabdomastix) optata Alexander, 1923
- R. (Rhabdomastix) ostensackeni Skuse, 1890
- R. (Rhabdomastix) otagana Alexander, 1922
- R. (Rhabdomastix) parvicornis Alexander, 1969
- R. (Rhabdomastix) parvula Alexander, 1938
- R. (Rhabdomastix) perglabrata Alexander, 1962
- R. (Rhabdomastix) peruviana Alexander, 1926
- R. (Rhabdomastix) plaumanni Alexander, 1947
- R. (Rhabdomastix) posticata Alexander, 1929
- R. (Rhabdomastix) sadoensis Alexander, 1958
- R. (Rhabdomastix) sagana Alexander, 1925
- R. (Rhabdomastix) satipoensis Alexander, 1944
- R. (Rhabdomastix) schmidiana Alexander, 1958
- R. (Rhabdomastix) septentrionalis Alexander, 1914
- R. (Rhabdomastix) shansica Alexander, 1954
- R. (Rhabdomastix) shardiana Alexander, 1957
- R. (Rhabdomastix) spatulifera Alexander, 1940
- R. (Rhabdomastix) strictivena Alexander, 1964
- R. (Rhabdomastix) subfasciger Alexander, 1927
- R. (Rhabdomastix) subparva Stary, 1971
- R. (Rhabdomastix) synclera Alexander, 1928
- R. (Rhabdomastix) tantilla Alexander, 1938
- R. (Rhabdomastix) teriensis Alexander, 1962
- R. (Rhabdomastix) tonnoirana Alexander, 1934
- R. (Rhabdomastix) trichiata Alexander, 1923
- R. (Rhabdomastix) trichophora Alexander, 1943
- R. (Rhabdomastix) trochanterata Edwards, 1928
- R. (Rhabdomastix) tugela Alexander, 1964
- R. (Rhabdomastix) unipuncta Alexander, 1944
- R. (Rhabdomastix) ussurica Alexander, 1934
- R. (Rhabdomastix) usuriensis Alexander, 1925
- R. (Rhabdomastix) vittithorax Alexander, 1923
- R. (Rhabdomastix) wilsoniana Alexander, 1934

### Niet gebonden aan een ondergeslacht
- R. caudata (Lundbeck, 1898)
- R. leptodoma Alexander, 1943
- R. monticola Alexander, 1916
- R. parva (Siebke, 1863)
- R. subarctica Alexander, 1933
- R. subcaudata Alexander, 1927